# Guyanochactas goujei
Espèce
Synonymes
- Broteochactas goujei Vellard, 1932
- Broteochactas gougei Vellard, 1932
- Guyanochactas gougei (Vellard, 1932)

Guyanochactas goujei est une espèce de scorpions de la famille des Chactidae.

## Distribution
Cette espèce est endémique du Pará au Brésil. Elle se rencontre vers Conceição do Araguaia.

## Description
La femelle décrite par Lourenço et Pinto-da-Rocha en 2000 mesure 42,0 mm.

## Systématique et taxinomie
Cette espèce a été décrite sous le protonyme Broteochactas goujei par Vellard en 1932. Elle est placée dans le genre Guyanochactas par Lourenço et Pinto-da-Rocha en 2000.

## Étymologie
Cette espèce est nommée en l'honneur de Maurice Gouge.

## Publication originale
- Vellard, 1932 : Scorpions. Mission scientifique au Goyaz et au Rio Araguaya. Mémoires de la Société Zoologique de France, vol. 29, no 6, p. 539-556.